# Sony Xperia ZR

El Sony Xperia ZR (C5502) es un teléfono inteligente de gama alta de la serie Xperia Z. con sistema operativo Android, fabricado por Sony. Cuenta con pantalla táctil de alta definición de 4,5 pulgadas.
El teléfono fue anunciado por Sony en el CES 2013 y fue puesto a la venta por primera vez el 17 de mayo de 2013 en Japón. El Xperia ZR fue ensmblado inicialmente con Android 4.1.2 (Jelly Bean) y fue actualizado a Android 5.1.1  recientemente.  El teléfono inteligente tiene protección de entrada de IP55 y IP58, por lo que es resistente al polvo, está protegido contra chorros de agua a baja presión y resistente al agua. Una prueba interna de Sony mostró que no hay entrada de agua después de probar Xperia ZR en 1,5 metros de profundidad durante 30 minutos.
El Xperia ZR también cuenta con un sensor de cámara Exmor RS de 13 MP IMX135, así como una pantalla de alta definición (1280 x 720 pixeles), abarcó en Diseño Industrial de Sony 'Omni-Balance'.
El Xperia ZR fue recibido positivamente en Japón, donde se comercializa como Sony Xperia A (SO-04E). En septiembre de 2013 el operador móvil japonés NTT DoCoMo lanzó una edición limitada de la A llamado "Xperia presenta a Miku Hatsune”.

## Especificaciones técnicas
- GENERAL
- Red: GSM 850 / 900 / 1800 / 1900 - HSDPA 900 / 2100 o HSDPA 850 / 1700 / 1900 / 2100 - LTE
- Anunciado: mayo de 2013
- TAMAÑO
- Dimensiones: 131 x 67,4 x 10,4 mm
- Peso: 140 g
- DISPLAY
- Tipo: TFT touchscreen capacitivo, 16M colores
- Tamaño: 720 x 1280 píxeles, 4,55 pulgadas
- Pantalla a prueba de daños
- Soporte multitouch
- Sensor acelerómetro para autorrotación
- Motor Sony Mobile BRAVIA 2
- Certificación IP58: resistente al polvo y agua
- Sumergible hasta 1.5 metros de profundidad hasta 30 minutos
- Sensor de proximidad para autoapagado
- Sensor giroscópico
- Timescape UI
- RINGTONES
- Tipo	Polifónico, MP3, WAV
- Customización	Descargas
- Vibración	Si
- Conector de audio 3.5 mm
- Parlante xLoud
- Sonido 3D Surround
- MEMORIA
- Agenda telefónica	Entradas y campos prácticamente ilimitados, Foto de llamada
- Registro de llamadas	Prácticamente ilimitado
- Slot de tarjeta	microSD, hasta 32GB
- 8GB memoria interna, 2GB RAM
- Procesador Qualcomm APQ8064 Snapdragon S4 Pro quad-core 1.5GHz, GPU Adreno 320
- CARACTERÍSTICAS
- GPRS	Si
- Velocidad de datos
- OS	Android OS, v4.1.2 Jelly Bean de fábrica, actualizable a Lollipop 5.1.1
- Mensajería	SMS, MMS, Email, IM, Push Email
- Navegador	HTML5
- Reloj	Si
- Alarma	Si
- Puerto infrarrojo
- Juegos	Si + descargables
- Colores	Negro, Blanco, Rosa, Menta
- Cámara	13 MP, 4128x3096 píxeles, flash LED, geo-tagging, foco táctil, detección de rostro, fotos panorámicas 3D, estabilizador de imagen, HDR, sensor Exmor RS, video 1080p@30fps, , cámara frontal VGA
- GPS con soporte A-GPS
- EDGE
- 3G HSDPA / HSUPA
- 4G LTE
- Wi-Fi 802.11 a/b/g/n; DNLA; Wi-Fi Direct
- Bluetooth v4.0 A2DP
- microUSB 2.0
- NFC
- HDMI vía MHL
- Cancelación activa de ruido con micrófono dedicado
- Reproductor de video MP4/H.263/H.264/WMV
- Reproductor de audio MP3/eAAC+/WMA/WAV/Flac
- Radio FM Stereo con RDS
- Integración con Google Search, Maps, Gmail, YouTube, Calendar, Google Talk
- Visor de documentos
- Memo/discado de voz
- Manos libres incorporado
- Ingreso predictivo de texto
- BATERÍA
- Standard, Li-Ion extraíble, de 2300 mAh